# Oberonia seidenfadenii
Oberonia seidenfadenii är en orkidéart som först beskrevs av Horng Jye Su, och fick sitt nu gällande namn av Paul Ormerod. Oberonia seidenfadenii ingår i släktet Oberonia och familjen orkidéer. Inga underarter finns listade i Catalogue of Life.